# Аюбован

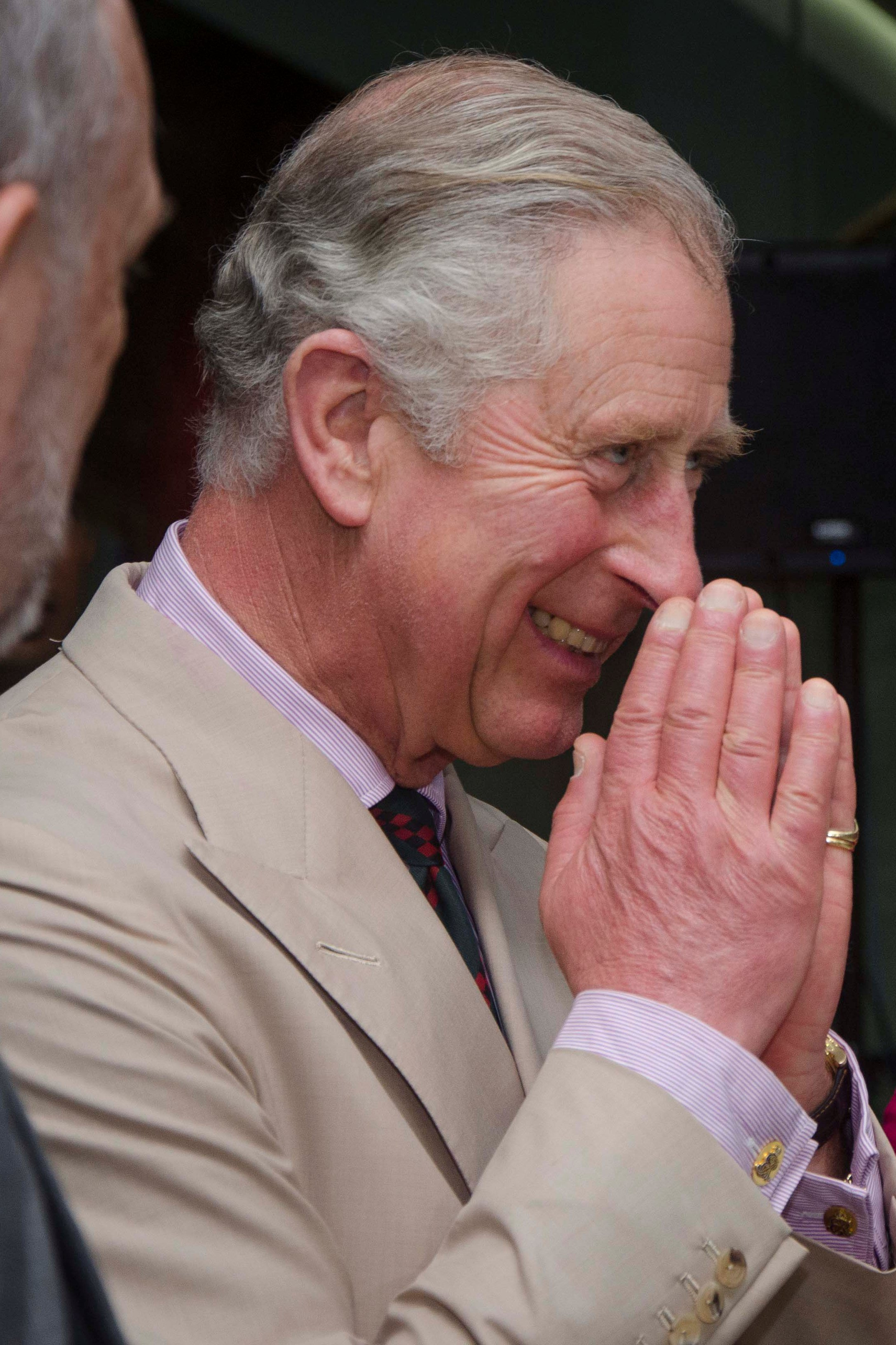
Принц Чарльз в Шри-Ланке, 2014

Аюбован (синг. ආයුබෝවන් āyubōvan) — традиционное приветствие и прощание шри-ланкийцев, синоним русского «Здравствуйте», переводится с сингальского как «Да продлятся Ваши годы». Сопровождается складыванием ладоней перед лицом или на уровне грудной клетки. Являясь одновременно и приветствием, и пожеланием, «аюбован» говорится также и как сочувствие при чихании, что соответствует русскому «Будьте здоровы». Имеет ритуальное происхождение.
Слово аюбован формируется из слов ayu (долгая жизнь), bo (весьма, очень, сильно, в большой степени), wan (пусть будет). Оно является однокоренным известному слову аюрведа (традиционная индийская медицина).
В разговорном языке распространен приветственный вариант Кахомо дэ? — «Привет», «Как дела?»
В числе приветствий на 55 языках, приветствие «аюбован» вошло в аудиозапись, прикреплённую к космическим аппаратам «Вояджер», запущенным в 1977 году.